# Sinularia foveolata
Sinularia foveolata is een zachte koraalsoort uit de familie Alcyoniidae. De koraalsoort komt uit het geslacht Sinularia. Sinularia foveolata werd in 1974 voor het eerst wetenschappelijk beschreven door Verseveldt. 